# Stazione di Castelmaggiore
Stazione di Castelmaggiore vasútállomás Olaszországban, Castel Maggiore  településen.

## Vasútvonalak
Az állomást az alábbi vasútvonalak érintik:
- Padova–Bologna-vasútvonal

## Kapcsolódó állomások
A vasútállomáshoz az alábbi állomások vannak a legközelebb:
- Stazione di Bologna Corticella (Stazione di Bologna Centrale, Padova–Bologna-vasútvonal)
- Stazione di Funo Centergross (Stazione di Padova, Padova–Bologna-vasútvonal)